# YF-23 (ロケットエンジン)
YF-23はN2O4とUDMHを燃焼する液体式ロケットバーニアエンジンである。 YF-22と共にYF-24からYF-25までの推進モジュールで使用される。

## 派生型
基本的なエンジンは風暴1号ロケットから使用され、長征2号、長征3号と長征4号系列の2段目で使用される。
- YF-23: 原型機
- YF-23B (別名DaFY21-1): 改良型[9][11][12]
- YF-23F: 改良型[9]

## モジュール
このエンジンはYF-22上段エンジンと共にモジュール化される。
2段目に使用される関連するモジュール:
- YF-24: 1基のYF-22と1基のYF-23バーニアを組み合わせたモジュール
- YF-24B: 1基のYF-22Bと1基のYF-23Bバーニアを組み合わせたモジュール
- YF-24E: 1基のYF-22Eと1基のYF-23Fバーニアを組み合わせたモジュール[17]